# باليو دي سيينا

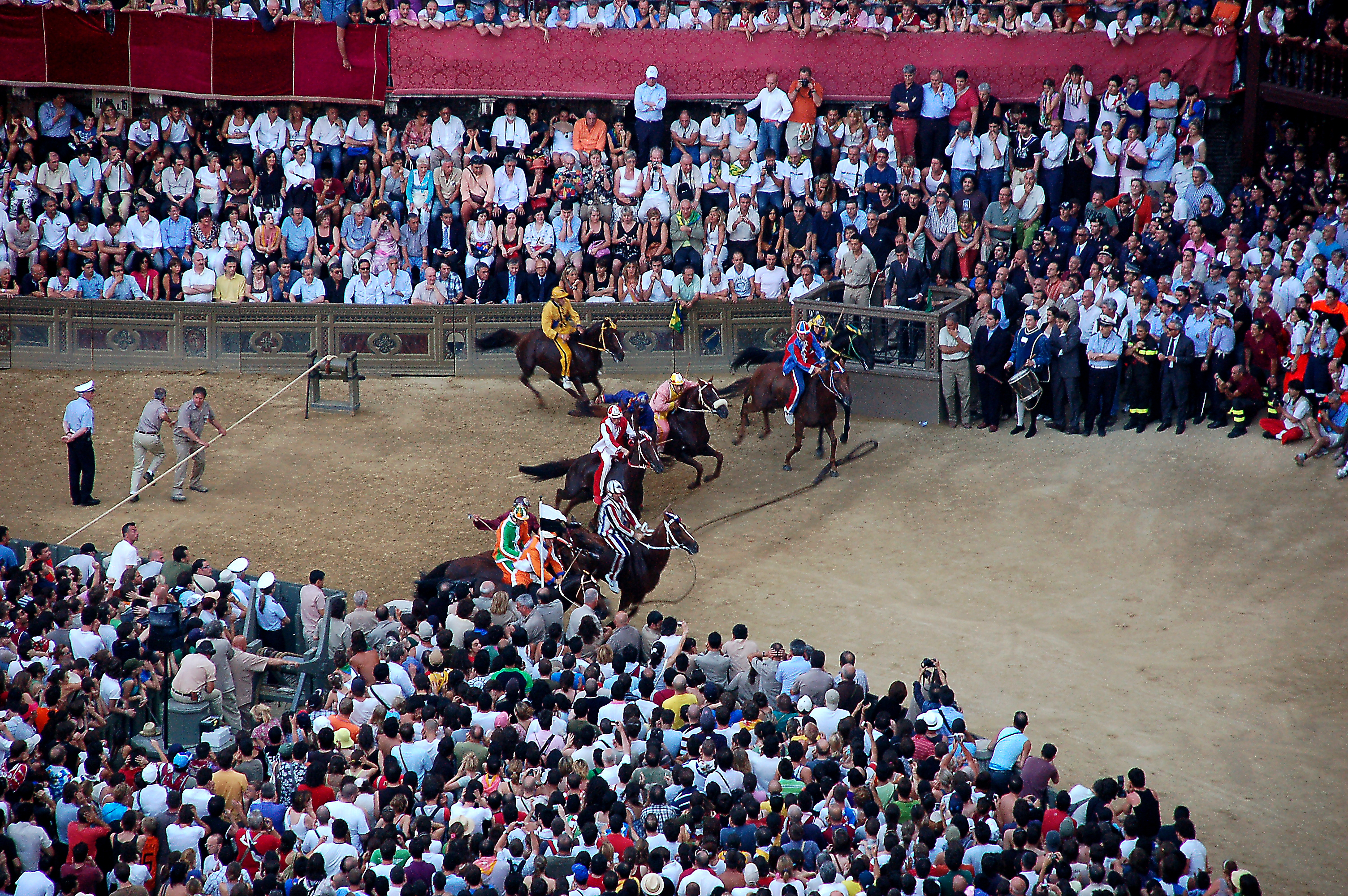

باليو دي سيينا هو سباق خيل يعقد مرتين كل عام في 2 يوليو و 16 أغسطس في سيينا في إيطاليا، حيث يمثل عشرة خيول وفرسان مرتدين الألوان المناسبة سبعة عشر كونتراد أو حي من المدينة. يدعى باليو في 2 يوليو باسم باليو دي بروفنزانو تكريما لمادونا من بروفنزانو والتي كانت كنيسة في سيينا. أما باليو 16 أغسطس فيدعى باليو ديل أسونتا تكريماً لتولي ماري.